# Кесанг Чуки Дорджи
Кесанг Чуки  Дорджи (дзонг-кэ སྐལ་བཟང་ཆོས་སྐྱིད་རྡོ་རྗེ, род. 12 июня 1976, Нью-Йорк, штат Нью-Йорк, США) — бутанский режиссёр документальных фильмов, телеведущая, политический деятель, с 2015 года член Национального совета Бутана.

## Биография
Кесанг Чуки Дорджи родилась 12 июня 1976 года в Нью-Йорке, США. Получила диплом в интернациональной школе Вудсток. Затем защитила диплом бакалавра в колледже для женщин Индпрастха, Делийский университет. 
Была ведущей в радиовещательной службе Бутана в 1999 — 2006 годах. В 2006 — 2015 годах была продюсером KCD Productions, а также режиссёром документальных фильмов. Самыми популярными из них являются «Nangi Aums To Go-thrips», повествующих о проблемах женщин в Бутане, и «Молодая демократия», показывающая кампании двух кандидатов на первых в Бутане демократических выборах (выборы в НАБ и НСБ в 2007-2008гг.).
В 2015 стала членом Национального совета Бутана. До 2018 была заместителем председателя комитета по социальной культуре и заместителем председателя парламентской группы бутано-индийской дружбы. С 2018 является председателем комитета по социальным и культурным вопросам. Также была председателем комитета по социальным и культурным вопросам Национального совета Бутана, где боролась с проблемами подростковой беременности, сексуального домогательства, торговли людьми.